# Leioproctus vestitus
Leioproctus vestitus là một loài Hymenoptera trong họ Colletidae. Loài này được Smith mô tả khoa học năm 1876.